# 小奧爾林齊
49°34′31″N 26°54′17″E / 49.57528°N 26.90472°E
小奧爾林齊（烏克蘭語：Малі Орлинці）是位於烏克蘭西部的村莊，由赫梅利尼茨基州裡赫梅利尼茨基區的黑奧斯特里夫市鎮負責管轄。該村處於布佐克河左岸，面積0.74平方公里，海拔高度289米，2001年人口195。